# Orsonwelles ambersonorum
Orsonwelles ambersonorum – gatunek pająka z rodziny osnuwikowatych. Występuje endemicznie na Hawajach. 

## Taksonomia
Gatunek ten opisany został po raz pierwszy w 2002 roku przez Gustava Hormigę na łamach „Invertebrate Systematics”. Jako miejsce typowe wskazano Mount Tantalus. Materiał typowy zdeponowano w Narodowym Muzeum Historii Naturalnej. Epitet gatunkowy ambersonorum jest nawiązaniem do filmu Wspaniałość Ambersonów w reżyserii Orsona Wellesa.

## Morfologia
Samce osiągają od 9,8 do 11,35 mm długości ciała, z czego od 4,96 do 5,64 mm przypada na karapaks. Samice osiągają od 11,16 do 13,64 mm długości ciała, z czego od 5,15 do 6,63 mm przypada na karapaks. Karapaks jest ciemnobrązowy lub szary z jasną przepaską podłużną. Wysokość nadustka wynosi 3,3-krotność średnicy oczu przednio-środkowych u samicy i 2,6-krotność ich średnicy u samca. Duże i masywne szczękoczułki mają od 10 do 12 zębów na krawędzi przedniej oraz od 9 do 11 zębów na krawędzi tylnej. Sternum jest brązowawe z przyciemnionymi brzegami. Jego kształt jest dłuższy niż szeroki z przedłużeniem między biodrami ostatniej pary. Podłużnie jajowata w zarysie opistosoma ma ubarwienie ciemnobrązowe lub szare z nielicznymi kropkami w częściach przednio-bocznych oraz jaśniejszymi znakami. Stożeczek jest duży, mięsisty i porośnięty szczecinkami.
Nogogłaszczki samca mają trzy lub cztery trichobotria prolateralne i trzy retrolateralne na goleni. Wyróżniają się stosunkowo małą apofizą terminalną w widoku grzbietowo-środkowym wystającą pod kątem prostym do krawędzi cymbium. Samica ma epigynum z głębokim wcięciem pośrodku płytki grzbietowej, widocznym zarówno w widoku brzusznym, jak i widoku ogonowym. Spermateki są małe i kuliste w kształcie.

## Występowanie i ekologia
Gatunek ten występuje endemicznie na wyspie Oʻahu w archipelagu Hawajów. Ograniczony jest w swym zasięgu do południowego krańca pasma Koolau Range. Spotykany był na rzędnych od 457 do 650 m n.p.m. Podawany jest z Mt Tantalus, Halawa Ridge i doliny górnej Pauoa. Zasiedla lasy, także te o roślinności stosunkowo mocno zaburzonej obcą florą. W sieciach O. ambersonorum często bytują kleptopasożytnicze omatnikowate z rodzaju Argyrodes.